# Magónidas
Los magónidas fueron una dinastía de tempranos reyes de Cartago, en los siglos VI y V a. C.
- Magón I de Cartago, rey del Imperio Cartaginés desde el 550 a. C. al 530 a. C. y fundador de la dinastía de los magónidas y del poder militar de Cartago, según Marco Juniano Justino.[1]

Originalmente un general, bajo su reinado, Cartago ganó preponderancia sobre las colonias fenicias en el Mediterráneo occidental.
- Magón II de Cartago.
- Magón III de Cartago.
- Hannón Ide Cartago.
- Hannón II de Cartago.